# 上真野川橋
上真野川橋（かみまのがわばし）は、福島県南相馬市鹿島区の上真野川に架かる常磐自動車道の橋梁である。

## 概要
- 場所 : 福島県南相馬市鹿島区（南相馬IC-南相馬鹿島SA間）
- 総延長 : 500m
- 車線数 : 暫定片側1車線

## 歴史
- 2012年4月8日 : 南相馬IC-相馬IC間開通に伴い供用開始

## 隣の橋梁
久慈川橋 - 夏井川橋 - 木戸川橋 - 井出川橋 - 熊川橋 - 羽黒川橋 - 前田川橋 - 高瀬川橋 - 請戸川橋 - 宮田川橋 - 小高川橋 - 北鳩原川橋 - 新田川橋 - 笹部川橋 - 上真野川橋 - 真野川橋 - 町場川橋 - 宇多川橋